# Paul Nesbitt
Paul H. Nesbitt (1904–1985) – amerykański antropolog, profesor antropologii w Beloit College w Beloit, wieloletni kustosz Logan Museum of Anthropology. Pracę doktorską obronił w 1926 roku na Uniwersytecie Chicagowskim. W latach 1945−1948 był dyrektorem Museo Nacional de Arqueologia y Anthropologia w Gwatemali.